# Джуран Василь Тодорович
Василь Тодорович Джуран (нар.. 1 січня 1957, с. Вікно, Заставнівський район, Чернівецька область, Українська РСР, СРСР) — український письменник та журналіст, поет, перекладач та публіцист, голова Чернівецької обласної організації Національної спілки письменників України (НСПУ).

## Життєпис
Василь Джуран народився 1957 року в селі Вікно Заставнівського району Чернівецької області. Після закінчення в 1974 році середньої школи в рідному селі деякий час працював у місцевому колгоспі «Зоря», після повернення з лав радянської армії влаштувався на Чернівецький гумовзуттєвий завод. У 1981 році вступив на факультет журналістики Львівського ордена Леніна державного університету імені Івана Франка, який закінчив в 1986 році. Працював кореспондентом, а згодом — завідувачем відділу, відповідальним секретарем Заставнівської районної газети «Голос краю», а в 1997 році був призначений головним редактором цієї газети. Згодом перейшов до редакції видання Чернівецького національного університету імені Юрія Федьковича «Університетський вісник». Також обіймав посаду відповідального секретаря Чернівецької обласної організації Національної спілки письменників України (НСПУ). У жовтні 2018 року був обраний головою цієї організації.

## Творчість
Василь Джуран почав писати вірші зі шкільних років. Друкував їх у районній, військовій окружній, львівській та чернівецькій обласних газетах. У 1974 році став членом Спілки письменників СРСР. Він автор ряду поетичних і прозових книг, зокрема: «Богородиця», «Чорнобиль. Афганістан. Сарапат», «Чекання у Львові», «Вікно», «Калинові кетяги», «Стосоняшник» та «Часоводдя».

### Вибрані твори
Власні твори
- Богородиця Богородиця. — Сторожинець: [б.в.], 1996. — 79 с.
- Чорнобиль. Афганістан. Сарапат. : поезії. — Заставна (Чернівецька обл.): Птах, 1996. — 126 с.
- Чекання у Львові: поезії. — Заставна: [б.в.], 1997. — 46 с.
- Калинові кетяги: поезії. — Сторожинець: Птах, 1997. — 102 с.:іл.
- Часоводдя: поезії. — Чернівці: Золоті литаври, 2001. — 128 с.
- Сповідь трави: поезія. — Вижниця: Черемош, 2003. — 80 с.
- Пресвітлої печалі Жайвір Лукачанський: поезії. — Чернівці: Зелена Буковина, 2005.  — 112 с.
- Мадонна з чорнобильського лану: сонети. — Чернівці: Зелена Буковина, 2006. — 24 с.
- Вікнянський узвіз: поезії. — Чернівці: Зелена Буковина, 2007. — 152 с.
- Тарас. Другий: поеми і вінок сонетів. — Чернівці: Зелена Буковина, 2009. — 68 с.
- Чорногуза плач досвітний: поезії. — Чернівці: Зелена Буковина, 2009. — 56 с.
- Свіча до сльози: поезія. — Чернівці: Книги-ХХІ, 2011. — 79 с. — ISBN 978-617-614-018-4.
- Микола Смолінський: «Запрошую Вас до мікрофона…» / [В. Джуран, О. Марчук, М. Чаглій]. — Чернівці: Місто, 2013. — 359 с. : фотогр. — ISBN 978-617-652-066-5
- Метеор над кадубом: [спогади про Володимира Михайловського] / [авт. ідеї Василь Джуран і Віктор Максимчук ; редкол.: Антофійчук В. та ін.]. — Чернівці ; Вижниця: Черемош, 2016. — 367 с. : іл., фот. — ISBN 978-966-181-160-6
- Онутяна: поезії. — Чернівці: Технодрук, 2018. — 104 с.
- Дні на горі Домінік / вступ. сл. В. І. Антофійчук. Чернівці: ЧНУ ім. Ю. Федьковича, 2021. 312 с.

Автор-упорядник
- Довідник буковинських письменників. — Чернівці: Технодрук, 2019. — 96 с.
- Літургія: віршовані й пісенні присвяти Володимирові Івасюку / упорядкув. Віри Китайгородської, Василя Джурана, Наталії Філяк. Чернів ці: Букрек, 2019. 120 с. : іл.
- Літургія Поетові: віршовані присвяти Віталієві Колодію / упорядкув. Л. Колодій. — Чернівці: Букрек, 2019. — 64 с. : іл. (Серія «Антологія присвят»)
- Серце Логосу. INIMA LOGOSULUI: віршовані присвяти Мірчі Лютику / упорядкув. Василя Терицану і Василя Джурана. — Чернівці: Букрек, 2019. — 168 с. : іл.
- Літургія Поетові: віршовані присвяти Манолієві Попадюку й відгуки на його творчість / упорядкув. В. Джурана, Н. Гладиш, Я. Кузика. Чернівці: Букрек, 2020. 136 с.: іл. (Серія «Антологія присвят»).
- Літургія Поетові: Віршовані присвяти Манолієві Попадюку й відгуки на його творчість [Текст] / [упорядкув. В. Джурана, Н. Гладиш, Я. Кузика]. — Чернівці: Букрек, 2020. — 135 с. : портр. — (Серія «Антологія присвят»). — ISBN 978-617-7770-42-7. — ISBN 978-617-7663-55-9 (серія).
- Серце Логосу: Присвяти Ліні Костенко і пісні на її слова [Текст] / [упоряд.: В. Джуран, Н. Джуран-Гладиш]. — Чернівці: Букрек, 2020. — 191 с. : портр. — (Серія «Антологія присвят»). — ISBN 978-966-997-017-6. — ISBN 978-617-7663-55-9 (серія)

## Нагороди
- Лауреат премії імені Івана Бажанського.
- Лауреат літературної премії імені Дмитра Загула.
- Лауреат загальнонаціонального конкурсу журналістів «Українська мова — мова єднання».